# Великий Лес (Липоводолинский район)
Великий Лес (укр. Великий Ліс) — село, Колядинецкий сельский совет, Липоводолинский район, Сумская область, Украина. Код КОАТУУ — 5923282602. Население по переписи 2001 года составляло 228 человек.
Село указано на трехверстовке Полтавской области. Военно-топографическая карта.1869 года как хутор Великий Лес.

## Географическое положение
Село Великий Лес находится 6-и км от правого берега реки Грунь. На расстоянии до 2-х км Колядинец, Колесники, Хоменково и Мельниково. По селу протекает пересыхающий ручей с запрудой. К селу примыкает небольшой лесной массив.

## Известные люди
В селе родился Герой Советского Союза Иван Леусенко.